# Operação Research
Operação Research é uma operação policial brasileira deflagrada pela Polícia Federal em 15 de fevereiro de 2017 que, em parceria com o Tribunal de Contas da União (TCU) e o Ministério da Transparência, Fiscalização e Controle (CGU), com o objetivo de apurar a prática de desvio de recursos públicos destinados à Universidade Federal do Paraná. O alvo da investigação, de acordo com a PF, são repasses, entre 2013 e 2016, irregulares de recursos mediante pagamentos sistemáticos, fraudulentos e milionários de bolsas a inúmeras pessoas sem vínculos com a instituição. O nome da operação é uma referencia ao objetivo central das bolsas concedidas pela unidade, destinada a estudos e pesquisas pelos contemplados.

## Histórico
1ª fase - Em 15 de fevereiro de 2017 foi realizada sua primeira fase. Para cumprir os mandados expedidos pela Justiça Federal do Paraná, cerca de 180 policiais federais, seis servidores da CGU e quatro dos quadros do TCU estiveram nas ruas. Foram cumpridos 29 mandados de prisão temporária, oito conduções coercitivas e 36 mandados de busca e apreensão nos Estados do Paraná, Mato Grosso do Sul e Rio de Janeiro. A investigação conjunta reuniu, segundo a PF, indícios concretos da realização de fraudes em pagamentos a título de Auxílio a Pesquisadores, Bolsas de Estudo no País e Bolsas de Estudos no Exterior a diversas pessoas desprovidas de regular vínculo de professor, servidor ou aluno da Universidade Federal do Paraná. Dois funcionários públicos federais estariam envolvidos nas fraudes e tiveram suas prisões cautelares decretadas. Os investigados alvos de condução coercitiva foram levados às sedes da Polícia Federal nas respectivas cidades onde foram localizados a fim de prestarem os esclarecimentos necessários. Os presos encontrados no Paraná, Mato Grosso do Sul e Rio de Janeiro serão levados a Superintendência da Polícia Federal em Curitiba. 
2ª fase - Em 3 de março de 2017, a Polícia Federal deflagrou a segunda fase da operação. Segundo as investigações, eram feitos pagamentos sistemáticos, mensalmente, a pessoas que não têm qualquer vínculo com a UFPR, seja como professores, servidores ou alunos. Foi constado que a maioria sequer possuia curso superior, tendo sido verificado que a maioria possui profissões como cabeleireiro, motorista de caminhão, cozinheiro e outras atividades que não exigem qualificação superior. Cerca de 50 policiais federais, além de servidores do TCU e da CGU, cumpriram 19 mandados judiciais em cidades de quatro estados: Curitiba, no Paraná; Campo Grande, no Mato Grosso do Sul; Sorocaba, em São Paulo; e Erechim, no Rio Grande do Sul. Os mandados foram referentes a busca e apreensão, prisão temporária e condução coercitiva. 
3ª fase - Em 31 de março de 2017 a PF deflagrou a terceira fase da operação. Em nota, informou que 48 policiais federais e auditores dos dois órgãos de controle cumpriram 19 mandados de condução coercitiva e um mandado de busca e apreensão. A operação aconteceu nas cidades de Curitiba, São José dos Pinhais (PR), Campo Grande, Corumbá (MS) e Natal, capital do Rio Grande do Norte teve como objetivo o rastreamento do destino dos recursos públicos creditados nas contas dos falsos bolsistas, identificando outros possíveis beneficiários. 